# ゲームジニー

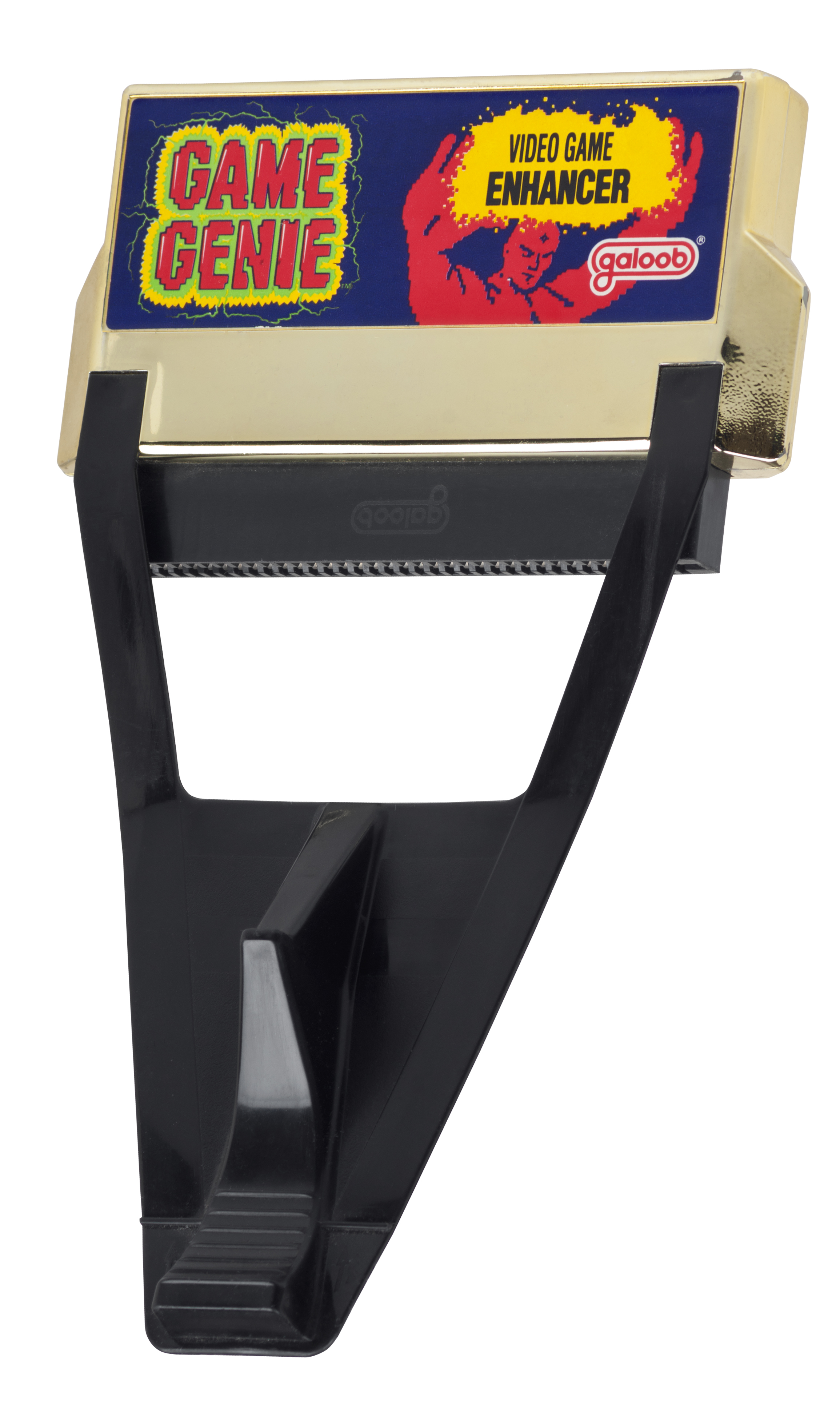
The NES Game Genie

ゲームジニー（Game Genie）は、ゲーム機でチートを行うための最初期の周辺機器。

## 概要
この機器はCodemastersが開発し、Camericaまたはルイス・ガルーブ・トイが販売したチート用のカートリッジシステムである。チートしたいゲームのROMカートリッジとゲーム機本体との間に咬ませる形で接続する。この機器は一時的にゲームのデータを書き換えることでチートを有効にし、裏技の使用や未使用データの表示などを可能にする。
Nintendo Entertainment System（海外版ファミコン）向けの周辺機器として発売された同製品は、後にSNES（スーパーファミコン）、ゲームボーイ、Genesis（メガドライブ）、ゲームギアなど、あらゆるハードでリリースされた。ゲームジニーはユーザーがゲーム機でチートを有効にすることのできる最初の製品であり、世界中で500万台が販売された。ゲーム機第五世代用の多くのエミュレータはゲームジニーをサポートしており、当時の実機で実際に使用されていたのが3本から6本くらいのチートコードだったのに対し、比べ物にならないくらいの大量のゲームジニー用コードを用意している。
ゲーム機第6世代ではゲーム・ジニーは発売されなかったが、Code BreakerやGameSharkから似たようなチート用製品が発売された。2012年現在、Hyperkinが「ゲーム・ジニー」のブランドを利用したチートシステムを販売している。

## 法的問題
NES用ゲームジニーが発売された際、任天堂は著作権法の違反を理由に販売元のルイス・ガルーブ・トイを訴えた。この訴訟はルイス・ガルーブ・トイ対米国任天堂として知られている。裁判の間、アメリカでのゲームジニーの販売は差し止められたが、カナダでは差し止められなかったため、ゲーム・ジニーは当時のゲーム雑誌で出稿していた広告で"Thank You Canada!"と表示した。結局ゲームジニーは著作権法に違反しているとはされず、任天堂はアメリカでのゲームジニーの販売を止めることはできなかった。訴訟が行われる前、Galoobは任天堂の公式ライセンスを申請していたが、却下されている。
ゲームジニーの販売が合法との判断が下されたため、任天堂は以降のゲームタイトルではROMチェックサムを用いてチートを判別することで対抗した。ROMチェックサムは一時的には効果を収めたが、チェックサムによるチートのチェックをさらに別のチートコードで迂回する対策が取られた。
一方、セガは任天堂とは対照的に、ゲームジニーに公式ライセンスを与えた一方、『ファンタシースター』や『シャイニングフォース』などのセーブ機能を持ったゲームではゲームジニーを使えなくすることを要求した。